# Mwogo (vattendrag i Burundi, Ruyigi)
Mwogo är ett vattendrag i Burundi.   Det ligger i provinsen Ruyigi, i den centrala delen av landet, 100 km öster om huvudstaden Bujumbura.
Omgivningarna runt Mwogo är en mosaik av jordbruksmark och naturlig växtlighet. Runt Mwogo är det ganska tätbefolkat, med 207 invånare per kvadratkilometer.